# Borduria
La Borduria è uno Stato immaginario, situato nell'Europa dell'Est, che funge da ambientazione in alcune storie a fumetti della serie Le avventure di Tintin di Hergé.

## Caratterizzazione

### Storia
Da sempre rivale della Syldavia, uno Stato confinante, ha per capitale Szohôd (trascrizione del belga zo-ot, stupido). La Borduria occupa la Syldavia dal 1195 al 1275 ma gli invasori vengono scacciati dal barone Almazout. Successivamente numerosi conflitti continuano a mantenere in opposizione i due paesi. Secondo gli avvenimenti narrati ne Lo scettro di Ottokar, la Borduria è comandata da una dittatura filofascista e ha ordinato a Müsstler (contrazione di Mussolini e di Hitler), capo del partito "Guardia d'Acciaio" (nella versione originale Zyldav Zentral Revolutzionär Komitzät, Comitato Rivoluzionario Centrale Sildavo) di impadronirsi della Syldavia detronizzando il re, ma l'intervento di Tintin lo impedisce.
Dopo la Seconda guerra mondiale, il paese diventa presumibilmente comunista, anche se ciò non viene mai esplicitato. Gli indizi più probabili si trovano in L'affare Girasole, dove si vede raffigurato un ritratto di un paese nel quale si glorifica il proprio dittatore Plekszy-Gladz (i quali baffi ricordano quelli di Stalin, e il quale nome è calcato palesemente su Plexiglas, richiamando con intenzioni parodistiche lo pseudonimo di Stalin, direttamente ispirato dal suono della parola "acciaio" che in russo è "сталь", in inglese "steel" e in tedesco "Stahl"), e nel quale i visitatori venuti dall'ovest sono perennemente accompagnati da "guide" appartenenti alla polizia segreta.
L’ambasciata bordura in Svizzera si trova nei pressi di Rolle, sul lago Lemano.

### Lingua
Come il vicino sildavo, gli esempi della lingua bordura presenti nella serie a fumetti sono costituiti solo da pochi frammenti. Sembra essere una lingua germanica occidentale (es. mänhir, signore, dall'olandese "mijnheer"). Al contrario del sildavo, utilizza solo l'alfabeto latino (molto probabilmente basato su quello ungherese).
| Lettera | Fonema (IPA) |
| ------- | ------------ |
| A       | /aː/         |
| Ä       | /ɛ/          |
| B       | /b/          |
| Cz      | /tʃ/         |
| D       | /d/          |
| Dz      | /dz/         |
| Dzs     | /dʒ/         |
| E       | /e/          |
| F       | /f/          |
| G       | /ɡ/          |
| H       | /h/          |
| I       | /i/          |
| J       | /j/          |
| K       | /k/          |
| L       | /l/          |
| M       | /m/          |
| N       | /n/          |
| O       | /o/          |
| Ô       | /oː/         |
| Ö       | /ø/          |
| P       | /p/          |
| (Q)     |              |
| R       | /r/          |
| S       | /ʃ/          |
| SZ      | /s/          |
| T       | /t/          |
| U       | /u/          |
| Ü       | /y/          |
| V       | /v/          |
| W       | /v/          |
| (Y)     | /i/          |
| Z       | /z/          |
| Zs      | /ʒ/          |